# 필리핀의 재외공관 목록

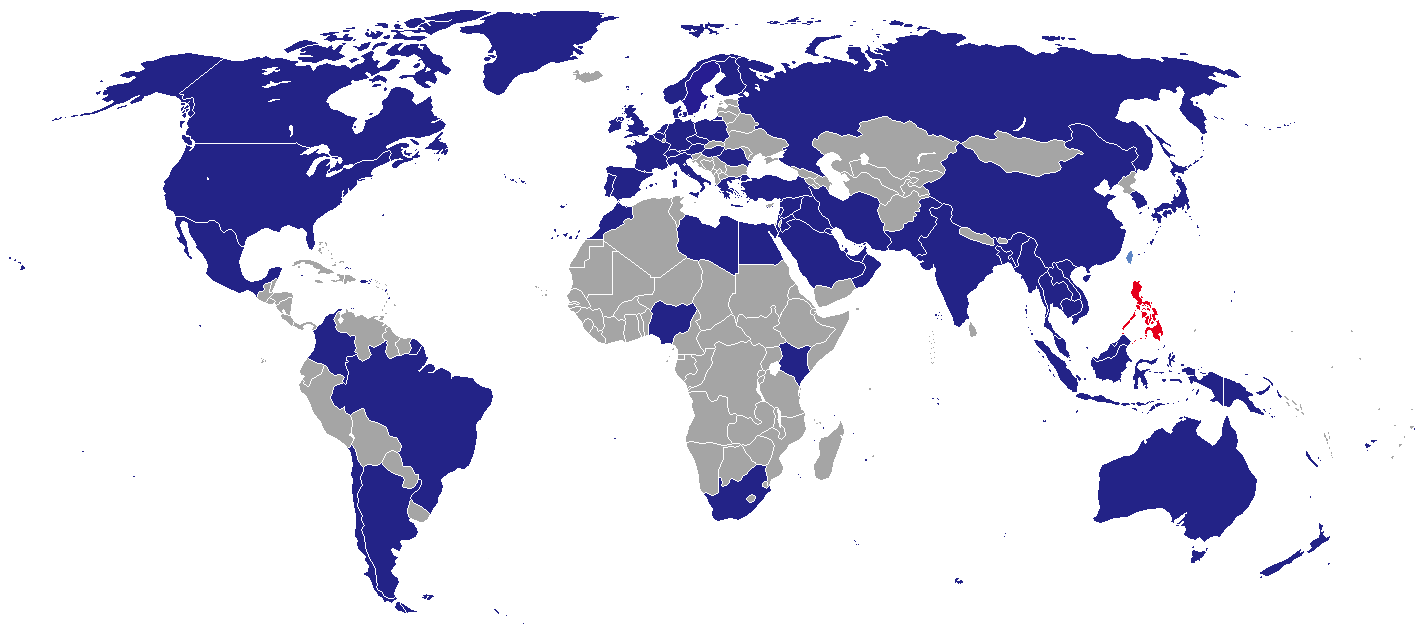
필리핀 공관 설치 지역

필리핀의 재외공관 목록은 필리핀 주재 대사관을 각국에 상주시켜 놓는 것을 의미하며, 필리핀의 재외공관을 나열한 목록이다.

## 아프리카
- 이집트 : 카이로 (대사관)
- 케냐 : 나이로비 (대사관)
- 리비아 : 트리폴리 (대사관)
- 나이지리아 : 아부자 (대사관)
- 남아프리카 공화국 : 프리토리아 (대사관)

## 아메리카
- 아르헨티나 : 부에노스아이레스 (대사관)
- 브라질 : 브라질리아 (대사관)
- 캐나다 : 오타와 (대사관), 토론토·밴쿠버 (총영사관)
- 칠레 : 산티아고 (대사관)
- 멕시코 : 멕시코시티 (대사관)
- 미국 : 다음과 같음
  - 워싱턴 D.C. : 대사관
  - 시카고 : 총영사관
  - 하갓냐 (괌) : 총영사관
  - 호놀룰루 : 총영사관
  - 로스앤젤레스 : 총영사관
  - 뉴욕 : 총영사관
  - 샌프란시스코 : 총영사관

## 아시아
- 바레인 : 마나마 (대사관)
- 방글라데시 : 다카 (대사관)
- 브루나이 : 반다르스리브가완 (대사관)
- 캄보디아 : 프놈펜 (대사관)
- 중화인민공화국 : 다음과 같음
  - 베이징시 : 대사관
  - 충칭시 : 총영사관
  - 광저우시 : 총영사관
  - 홍콩 : 총영사관
  - 마카오 : 총영사관
  - 상하이시 : 총영사관
  - 샤먼시 : 총영사관
- 인도 : 뉴델리 (대사관)
- 인도네시아 : 자카르타 (대사관), 마나도 (총영사관)
- 이란 : 테헤란 (대사관)
- 이라크 : 바그다드 (대사관)
- 이스라엘 : 텔아비브 (대사관)
- 일본 : 도쿄도 (대사관), 오사카부 (총영사관)
- 요르단 : 암만 (대사관)
- 대한민국 : 서울특별시 (대사관)
- 쿠웨이트 : 쿠웨이트시티 (대사관)
- 라오스 : 비엔티안 (대사관)
- 레바논 : 베이루트 (대사관)
- 말레이시아 : 쿠알라룸푸르 (대사관)
- 미얀마 : 양곤 (대사관)
- 오만 : 무스카트 (대사관)
- 파키스탄 : 이슬라마바드 (대사관)
- 카타르 : 도하 (대사관)
- 사우디아라비아 : 리야드 (대사관), 지다 (총영사관)
- 싱가포르 : 싱가포르 (대사관)
- 시리아 : 다마스쿠스 (대사관)
- 중화민국 : 타이베이시 (경제문화 대표부), 타이중시·가오슝시 (대표부 사무소)
- 태국 : 방콕 (대사관)
- 동티모르 : 딜리 (대사관)
- 튀르키예 : 앙카라 (대사관)
- 아랍에미리트 : 아부다비 (대사관), 두바이 (총영사관)
- 베트남 : 하노이 (대사관)

## 유럽
- 오스트리아 : 빈 (대사관)
- 벨기에 : 브뤼셀 (대사관)
- 체코 : 프라하 (대사관)
- 프랑스 : 파리 (대사관)
- 독일 : 베를린 (대사관)
- 그리스 : 아테네 (대사관)
- 바티칸 시국 : 바티칸시티 (대사관)
- 헝가리 : 부다페스트 (대사관)
- 이탈리아 : 로마 (대사관), 밀라노 (총영사관)
- 네덜란드 : 헤이그 (대사관)
- 노르웨이 : 오슬로 (대사관)
- 폴란드 : 바르샤바 (대사관)
- 포르투갈 : 리스본 (대사관)
- 러시아 : 모스크바 (대사관)
- 스페인 : 마드리드 (대사관)
- 스위스 : 베른 (대사관)
- 영국 : 런던 (대사관)

## 오세아니아
- 오스트레일리아 : 캔버라 (대사관), 시드니 (총영사관)
- 뉴질랜드 : 웰링턴 (대사관)
- 파푸아뉴기니 : 포트모르즈비 (대사관)

## 이전에 존재한 재외공관
이하 아래 재외공관들은 2012년 당시 재정 악화로 인해 폐쇄되었던 것으로 추정된다.

### 대사관
- 쿠바 아바나 -> 멕시코시티에서 겸임
- 핀란드 헬싱키 -> 오슬로에서 겸임
- 아일랜드 더블린 -> 런던에서 겸임
- 팔라우 코로르 -> 필리핀 외무부에 통합
- 루마니아 부쿠레슈티 -> 미상
- 스웨덴 스톡홀름 -> 오슬로에서 겸임
- 베네수엘라 카라카스 -> 브라질리아에서 겸임

### 영사관
- 독일 프랑크푸르트암마인 -> 독일 대사관에 통합
- 스페인 바르셀로나 -> 스페인 대사관에 통합
- 북마리아나 제도 사이판 -> 하갓냐 총영사관으로 대체

## 국제기구
- 브뤼셀 : EU 필리핀 정부 대표부
- 방콕 : UNESCAP 필리핀 정부 대표부
- 제네바 : 유엔, WTO 필리핀 정부 대표부
- 자카르타 : ASEAN 필리핀 정부 대표부
- 런던 : IMO 필리핀 정부 대표부
- 뉴욕 : 유엔 필리핀 정부 대표부
- 파리 : 유네스코 필리핀 정부 대표부
- 빈 : 다음과 같음
  - 유엔 빈 사무국
  - 국제 원자력 기구
  - 유엔 산업 개발 기구
  - 포괄적 핵실험 금지 기구

## 같이 보기
- 필리핀의 대외 관계
- 필리핀 주재 외국공관 목록